# Гаврюшкін Олег Павлович
Олег Павлович Гаврюшкін (рос. Олег Павлович Гаврюшкин; нар. 1 жовтня 1927, Ташкент, УзССР — пом. 22 серпня 2008, Таганрог, Росія) — російський історик, краєзнавець, двічі лауреат премії імені І.Д. Василенка.

## Життєпис
Народився Олег Гаврюшкін 1 жовтня 1927 року в Ташкенті. Повернувшись у Таганрог, навчався в металургійному технікумі. Останні тридцять п'ять років своєї трудової біографії працював на Таганрозькому комбайновому заводі.
Вийшовши на пенсію, весь свій вільний час та сили присвятив краєзнавству, вивчаючи історію Таганрога.
Помер 22 серпня 2008 року в м. Таганрог. Похований на Маріупольському цвинтарі Таганрога.

## Доробок
Книги
1. Гаврюшкин О. П. Гуляет старый Таганрог: Исторический очерк. — Таганрог: АИ МИКМ, 1997. — 395 с. — ISBN 5-86746-019-3.
2. Гаврюшкин О. П. Отблески золотых куполов. История таганрогских церквей и захоронений христианского кладбища. — Таганрог: 1999. — 282 с. — ISBN 5-87612-016-2.
3. Гаврюшкин О. П. Вдоль по Питерской (Хроника обывательской жизни). — Таганрог: БАННЭРплюс, 2000. — 436 с.
4. Гаврюшкин О. П. Мари Вальяно и другие (Хроника обывательской жизни). — Таганрог: МИКМ, 2001. — 544 с. — ISBN 5-86746-039-8.
5. Гаврюшкин О. П. По старой Греческой... (Хроника обывательской жизни). — Таганрог: Лукоморье, 2003. — 514 с. — ISBN 5-901565-15-0.
6. Гаврюшкин О. П. Из прошлого старого Таганрога. — Таганрог: БАННЭРплюс, 2003. — 408 с. — ISBN 5-87976-368-4.